# Club Atlético Vélez Sarsfield
Il Club Atlético Vélez Sarsfield, noto semplicemente come Vélez Sarsfield o Vélez, è una società polisportiva con sede a Liniers, sobborgo di Buenos Aires. È famosa soprattutto per la sua sezione calcistica. Il soprannome della squadra è El Fortín (letteralmente, "il fortino"), con cui i tifosi chiamano anche lo stadio casalingo José Amalfitani, intitolato al leggendario presidente della squadra in carica dal 1941 al 1969.
Il Vélez venne fondato il 1 gennaio del 1910 nel quartiere Liniers di Buenos Aires, e prese il nome dal nome della stazione ferroviaria vicina alla prima sede del club, la stazione "Vélez Sarsfield" (di proprietà della Western Railway/Ferrocarril Oeste e che derivava a sua volta il nome dall'autore della prima bozza del Codice Civile argentino). Nel 1919 partecipò per la prima volta al campionato amatoriale argentino e nel 1931 fu tra le 20 squadre ad aggregarsi nella federazione professionistica di calcio. In tutta la sua storia, il Vélez Sarsfield è retrocesso soltanto una volta, nel 1941, ritornando in prima divisione appena due anni dopo.
Il primo titolo nazionale vinto dal Vélez risale al 1968, ma a partire da quell'anno iniziò un periodo lunghissimo senza vittorie durato ben 25 anni. Finalmente, nel 1993, il digiuno di vittorie finì riuscendo a vincere il campionato di Clausura 1993. Gli anni '90 sono stati per il Vélez il periodo più ricco di vittorie della sua storia: in questo decennio vinse ben 4 dei 10 campionati del suo palmarès e 5 titoli internazionali (fra cui la "doppietta" Coppa Libertadores-Coppa Intercontinentale nel 1994, dove sconfisse rispettivamente i brasiliani del San Paolo e il Milan). Dal 1944, il Vélez Sarsfield ha disputato 72 stagioni di Primera División, un primato superato solo dal Boca Juniors.

## Storia

### Le origini
La fondazione del Vélez risale al 1910. Fu in un giorno di pioggia quando tre giovanotti si rifugiarono sotto un tunnel della stazione ferroviaria di Floresta, allora chiamata stazione Vélez Sarsfield in onore di Dalmacio Vélez Sarsfield, giurista e politico di grido, tra i redattori del Codice civile argentino. Questi tre ragazzi erano Julio Guglielmone, Martín Portillo e Nicolás Martín Moreno. Proprio loro decisero di fondare un nuovo club con il semplice piano di associarsi e prendere parte a qualche campionato.
I giovani, con l'aiuto di un gruppo di altri uomini, fondarono ufficialmente il Club Atlético Argentino de Vélez Sarsfield il 1º gennaio 1910 in casa di Marín Moreno e nominarono Luis Barredo primo presidente. Il loro primo campo fu un pezzo di terreno situato tra l'avenida Provincias Unidas (oggi avenida Juan Bautista Alberdi), l'avenida Convención (oggi avenida José Bonifacio), l'avenida Mariano Acosta e calle Ensenada.
Dopo aver fondato la società, era necessaria una divisa. Questo fu il motivo per cui scelsero magliette bianche, poiché erano le più facili da reperire. Comunque, quella tenuta venne modificata due anni più tardi. Il 3 febbraio 1912 scelsero maglie color blu mare e pantaloncini bianchi.
A dispetto dell'entusiasmo per questa piccola rivoluzione all'interno del quartiere, le cose non andavano come ci si aspettava. Non poterono iscriversi al campionato argentino. Il nome venne modificato: fu tolto l'aggettivo Argentino dalla denominazione originale del club. Da allora il club mantiene lo stesso nome, Club Atlético Vélez Sarsfield.
Verso la fine del 1912, la direzione decise di prendere in affitto un nuovo campo, situato nel quartiere di Mataderos, nell'Avenida Tapalque, tra Escalada e l'Avenida Chascomús. Un mulino a vento forniva l'acqua per gli spogliatoi.
Nel 1914, dovette essere attuato un altro trasferimento: il campo venne spostato nel quartiere di Villa Luro. Il 14 marzo, anche a causa della crescita degli immigrati italiani tra i membri del club, la divisa fu cambiata di nuovo. I nuovi colori adottati furono il verde, il rosso e il bianco, i colori del Tricolore. Da quel momento, la squadra giocò con una maglia a strisce verdi, bianche e rosse.

### L'ammissione al campionato

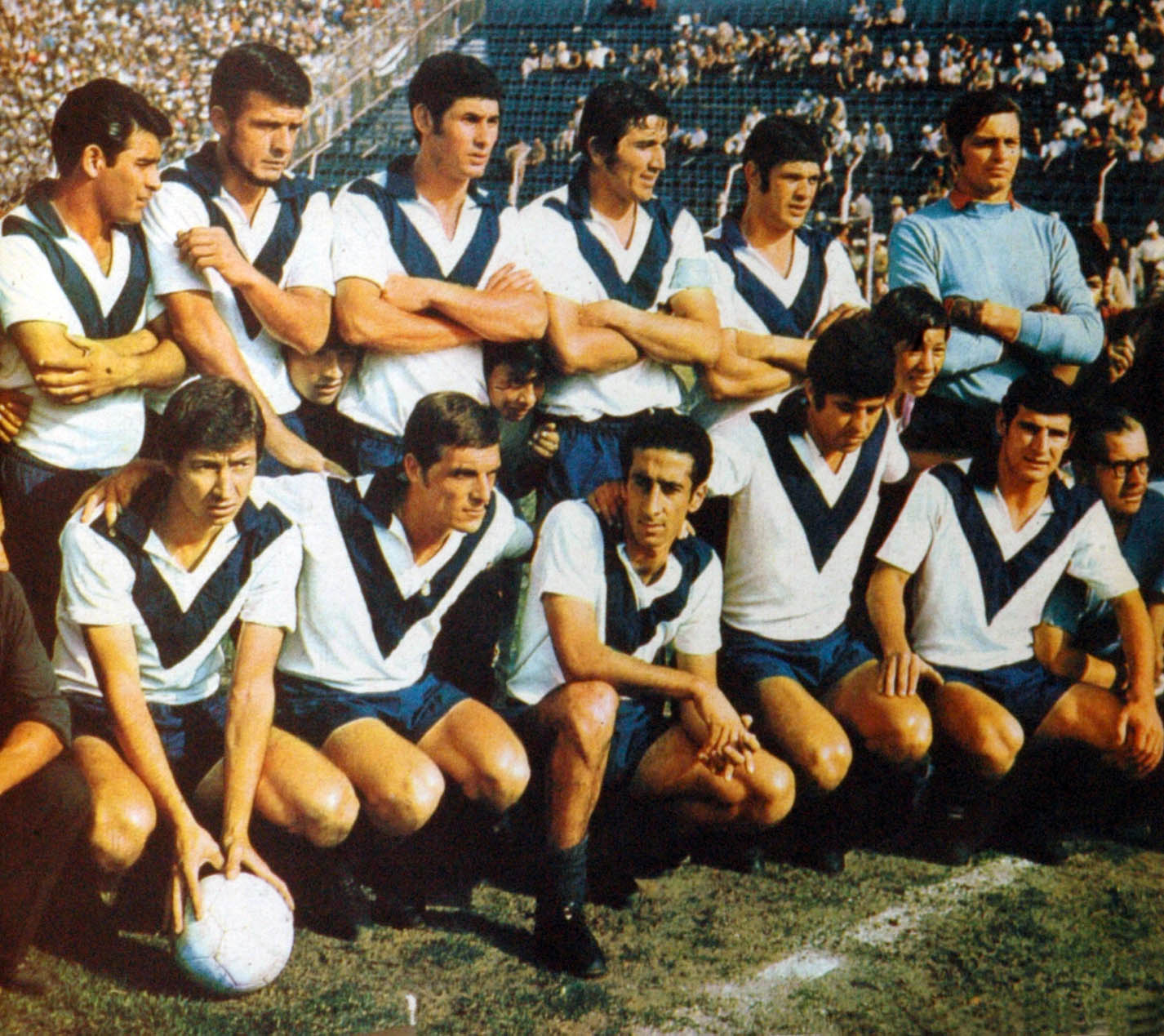
Il Vélez nel 1968, anno del primo titolo.

La società entrò finalmente a far parte del campionato argentino nel 1918, ed ebbe una performance sbalorditiva già al primo anno in massima serie. Il Vélez chiuse in terza posizione, solo 4 punti sotto il River Plate e il Defensores de Belgrano. All'esordio, il Vélez sconfisse l'Independiente 2-1. Nel 1920, la squadra chiuse al sesto posto su 19 squadre. Oltre a questo, il Vélez poté vantare il proprio unico capocannoniere dell'era amatoriale, tal Santiago Carreras che segnò 20 gol. Qualche mese dopo, in nazionale argentina venne convocato per la prima volta un giocatore del Vélez. Quest'uomo era Jose Bofia, che il 25 maggio 1921 giocò nella gara in cui l'Argentina dominò sul Cile per 4-1 a Valparaíso.
Guidato in campo da Carlos Bianchi, il Vélez vinse il suo primo titolo, nel 1968, e lo stesso Bianchi fu capocannoniere del campionato argentino nel 1970, nel 1971 e di nuovo nel 1981.

### Carlos Bianchi e gli anni '90
Gli anni novanta sono indubbiamente il miglior periodo della storia del Vélez, che vinse nove titoli, sia nazionali sia internazionali. In questi anni importanti giocatori come il portiere paraguaiano José Luis Chilavert, l'attaccante Omar Asad e il centrocampista Claudio Husaín vestirono la maglia della squadra.
Il decennio iniziò con il terzo posto nel campionato di Apertura 1990, ricordato per la vittoria per 2-1 ottenuta all'ultimo turno contro il River Plate (gol di Ricardo Gareca ed Esteban González) al Monumental, successo che impedì ai biancorossi di vincere il titolo. Il portiere ospite Ubaldo Fillol parò un calcio di rigore durante la partita, dopo la quale si ritirò dall'attività agonistica all'età di 44 anni. Nel 1990-1991 Esteban González vinse la classifica dei marcatori del campionato con 18 reti. Il club chiuse al quarto posto il campionato di Apertura 1991 e al secondo posto il campionato di Clausura 1992.
Nel dicembre 1992 fu nominato allenatore Carlos Bianchi, che da calciatore era stato capocannoniere del campionato in tre occasioni con il Vélez, con cui aveva vinto il campionato. Come allenatore, Bianchi riportò il Vélez al successo in campionato dopo 25 anni, nel Clausura 1993, aggiudicandosi il titolo alla penultima giornata, in virtù del pari ottenuto contro l'Estudiantes (LP) (1-1, il primo gol fu del portiere José Luis Chilavert, alla sua prima rete con il Vélez). 
Bianchi condusse il Vélez alla vittoria di tre campionati (Clausura 1993, Apertura 1995 e Clausura 1996) e all'affermazione internazionale, con la vittoria della Coppa Libertadores nel 1994, della Coppa Intercontinentale nello stesso anno e della Copa Interamericana nel 1996. La Coppa Libertadores fu vinta in finale contro il San Paolo detentore del trofeo, battuto per 5-3 ai tiri di rigore grazie alla realizzazione decisiva di Roberto Pompei dal dischetto (l'andata era finita 1-0 per il Vélez in Argentina con il gol di Omar Asad e il ritorno con lo stesso punteggio, ma in favore dei brasiliani, al Morumbi). La Coppa Intercontinentale venne vinta a Tokyo contro il Milan, battuto per 2-0 con le realizzazioni di Roberto Trotta su calcio di rigore e dello stesso Asad. Nella partita contro gli italiani, ben sette degli undici calciatori titolari del Vélez erano cresciti nel settore giovanile del club (Almandoz, Asad, Bassedas, Cardozo, Flores, Gómez, Pompei e Bianchi).
Seguirono due terzi posti, nel campionato di Apertura 1994 e nel campionato di Clausura 1995, nel quale José Oscar Flores fu capocannoniere del torneo con 14 gol. Nel campionato di Apertura 1995 il Vélez pervenne al successo, distanziando di 6 punti in classifica il Racing Club, avendo vinto le ultime 6 partite di campionato (memorabile il 3-0 inflitto in trasferta all'Independiente all'ultima giornata, con reti di Roberto Trotta su rigore, Patricio Camps e José Basualdo).

### XXI secolo

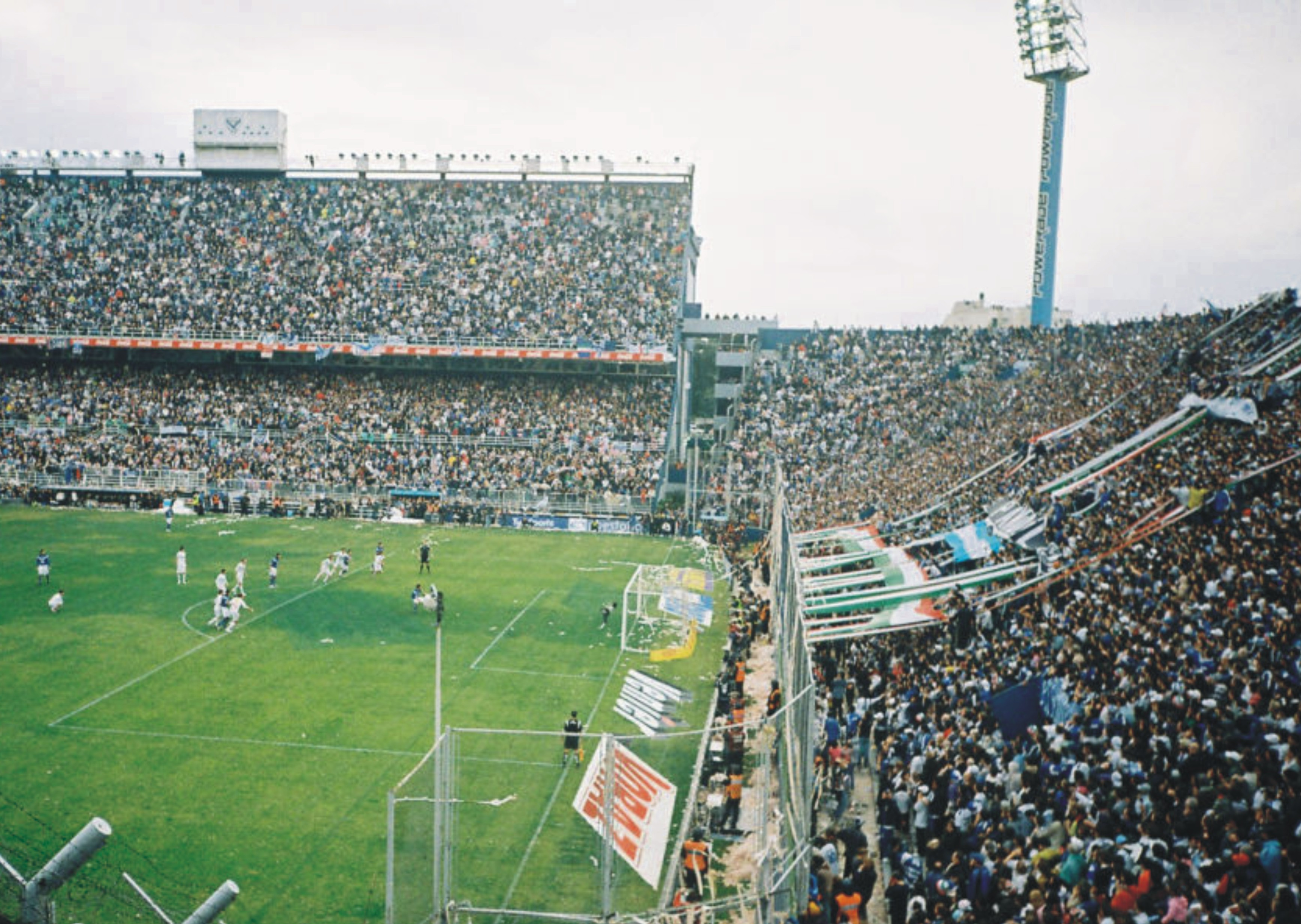
Il Vélez si aggiudica il campionato di Clausura 2009.

Dopo alcuni anni privi di risultati, il club è riuscito a conquistare nel 2005 il titolo (il Torneo Clausura). Guidato in campo dall'ex Lazio e Udinese Lucas Castromán, il Vélez si è classificato tra l'altro secondo nell'Apertura 2004, dietro al Newell's Old Boys. Il 5 luglio 2009, con la vittoria per 1 a 0 sull'Huracán all'ultima giornata, il Vélez si aggiudica il campionato di Clausura. Il Vélez si aggiudica il clausura 2011 grazie ad un'ottima squadra che ha dominato tutto il campionato.
Nella stagione 2024 vince il campionato e torna campione d'Argentina dopo 11 anni.

## Rivalità
Il Vélez Sarsfield non ha rivali diretti. I tifosi del Vélez non amano nessun'altra squadra argentina, in primis il San Lorenzo e poi tutte le altre cosiddette "grandi" Boca Juniors, River Plate, Independiente e Racing Club. Il Ferrocarril Oeste, squadra con base nel quartiere di Caballito, viene considerato il rivale storico del Vélez, contro il quale giocava "il derby dell'ovest" della città di Buenos Aires. Questa rivalità è andata diminuendo dato che le due squadre giocano in serie differenti (non giocano contro dal 2000, quando il Vélez batté il Ferrocarril Oeste in trasferta per 1-0).

## Palmarès

### Competizioni nazionali
- Campionato argentino: 11

Torneo Nacional: 1
1968
Torneo Apertura: 1
1995
Torneo Clausura: 6
1993, 1996, 1998, 2005, 2009, 2011
Torneo Inicial: 1
2012
Primera División: 2
2012-2013, 2024
- Supercopa Argentina: 1

2013
- Supercopa Internacional: 1

2024
- Primera B Nacional: 1

1943

### Competizioni internazionali
- Coppa Libertadores: 1

1994
- Coppa Intercontinentale: 1

1994
- Coppa Interamericana: 1

1995
- Supercoppa Sudamericana: 1

1996
- Recopa Sudamericana: 1

1997

## Stadio
Il Vélez Sarsfield gioca le partite interne nello Stadio José Amalfitani. Lo stadio prende il nome dallo storico presidente del club, José Amalfitani, in carica per più di trent'anni, e può contenere 49.747 persone. L'impianto viene utilizzato frequentemente anche per concerti e gare della nazionale di rugby argentina. Lo stadio è situato nella 9200 Juan B. Justo avenue, nel sobborgo di Liniers, a pochi passi dalla stazione ferroviaria di Liniers.
Lo stadio è stato uno degli impianti utilizzati per i Mondiali 1978 svoltisi in Argentina, ed è soprannominato El Fortín, avendo fama di essere un campo quasi inespugnabile.

## Tifosi

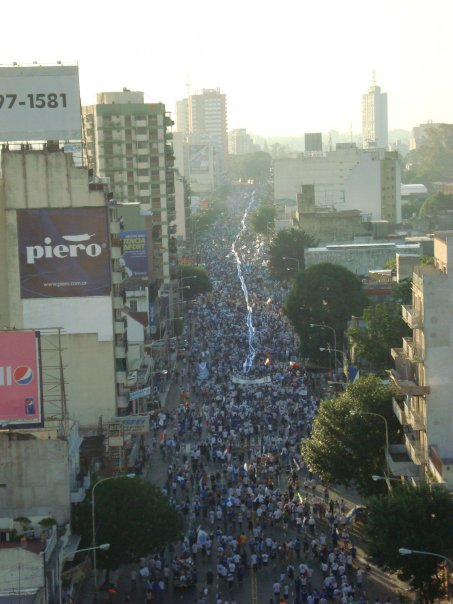
70.000 tifosi.

I tifosi del Vélez sono solitamente conosciuti come Los Fortineros o "La Pandilla de Liniers" . La tifoseria è aumentata moltissimo negli anni '90 dopo le molte vittorie. Uno degli ultimi sondaggi mostra come il Vélez sia la sesta squadra più popolare nel paese.
La tifoseria Fortinera proviene per la maggior parte dalla Buenos Aires ovest e dai dintorni di Liniers, con le gare casalinghe che tradizionalmente attirano migliaia di spettatori. Il fatto che lo stadio sia nelle vicinanze della stazione ferroviaria di Liniers spinge i tifosi a percorrere distanze anche lunghe in treno. I tifosi arrivano in treno da General Rodriguez, da La Reja, da Moreno, da Merlo, da San Antonio de Padua, da Castelar, da Haedo, da Moron e da Ramos Mejia fino a Liniers.

## Rosa 2025
| N. |                      | Ruolo | Calciatore        |
| -- | -------------------- | ----- | ----------------- |
| 1  | Argentina (bandiera) | P     | Tomás Marchiori   |
| 2  | Argentina (bandiera) | D     | Emanuel Mammana   |
| 3  | Argentina (bandiera) | D     | Elías Gómez       |
| 4  | Argentina (bandiera) | D     | Joaquín García    |
| 5  | Cile (bandiera)      | C     | Claudio Baeza     |
| 6  | Argentina (bandiera) | D     | Aarón Quirós      |
| 7  | Uruguay (bandiera)   | A     | Michael Santos    |
| 8  | Argentina (bandiera) | C     | Tomás Galván      |
| 9  | Argentina (bandiera) | A     | Braian Romero     |
| 10 | Argentina (bandiera) | C     | Álvaro Montoro    |
| 11 | Argentina (bandiera) | C     | Matías Pellegrini |
| 12 | Uruguay (bandiera)   | P     | Randall Rodríguez |
| 14 | Argentina (bandiera) | D     | Agustín Lagos     |
| 19 | Argentina (bandiera) | C     | Leonel Roldán     |
| 20 | Argentina (bandiera) | C     | Francisco Pizzini |
| 21 | Argentina (bandiera) | D     | Jano Gordon       |

| N. |                      | Ruolo | Calciatore         |  |
| -- | -------------------- | ----- | ------------------ |  |
| 23 | Argentina (bandiera) | D     | Patricio Pernicone |  |
| 26 | Argentina (bandiera) | C     | Agustín Bouzat     |  |
| 27 | Argentina (bandiera) | C     | Thiago Fernández   |  |
| 28 | Argentina (bandiera) | A     | Maher Carrizo      |  |
| 29 | Argentina (bandiera) | A     | Florián Monzón     |  |
| 31 | Argentina (bandiera) | D     | Valentín Gómez     |  |
| 32 | Argentina (bandiera) | C     | Christian Ordoñez  |  |
| 33 | Argentina (bandiera) | C     | Kevin Vázquez      |  |
| 34 | Argentina (bandiera) | D     | Damián Fernández   |  |
| 35 | Argentina (bandiera) | C     | Mateo Seoane       |  |
| 37 | Argentina (bandiera) | D     | Tomás Cavanagh     |  |
| 39 | Argentina (bandiera) | C     | Imanol Machuca     |  |
| 42 | Argentina (bandiera) | P     | Lautaro Garzón     |  |
| 43 | Argentina (bandiera) | D     | Isaías Andrada     |  |
| 46 | Argentina (bandiera) | C     | Maximiliano Porcel |  |
| 50 | Argentina (bandiera) | C     | Tobías Andrada     |  |

## Rosa 2023-2024
| N. |                      | Ruolo | Calciatore        |
| -- | -------------------- | ----- | ----------------- |
| 1  | Argentina (bandiera) | P     | Tomás Marchiori   |
| 3  | Argentina (bandiera) | D     | Brian Cufré       |
| 4  | Argentina (bandiera) | D     | Joaquín Laso      |
| 5  | Argentina (bandiera) | D     | Fabián Cubero     |
| 6  | Argentina (bandiera) | D     | Santiago Cáseres  |
| 7  | Argentina (bandiera) | C     | Guido Mainero     |
| 8  | Argentina (bandiera) | C     | Gastón Díaz       |
| 9  | Argentina (bandiera) | A     | Rodrigo Salinas   |
| 10 | Argentina (bandiera) | C     | Agustín Bouzat    |
| 11 | Uruguay (bandiera)   | A     | Jonathan Ramis    |
| 12 | Argentina (bandiera) | P     | Lucas Hoyos       |
| 13 | Argentina (bandiera) | D     | Emanuel Mammana   |
| 18 | Argentina (bandiera) | C     | Leandro Fernández |

| N. |                      | Ruolo | Calciatore          |  |
| -- | -------------------- | ----- | ------------------- |  |
| 21 | Argentina (bandiera) | A     | Nazareno Bazán      |  |
| 22 | Ecuador (bandiera)   | P     | Alexander Domínguez |  |
| 23 | Argentina (bandiera) | C     | Thiago Almada       |  |
| 24 | Argentina (bandiera) | D     | Tomás Guidara       |  |
| 25 | Argentina (bandiera) | P     | Matías Borgogno     |  |
| 26 | Argentina (bandiera) | C     | Matías Vargas       |  |
| 27 | Cile (bandiera)      | C     | Pablo Galdames      |  |
| 28 | Argentina (bandiera) | C     | Nicolás Domínguez   |  |
| 29 | Perù (bandiera)      | D     | Luis Abram          |  |
| 30 | Argentina (bandiera) | C     | Gastón Giménez      |  |
| 31 | Argentina (bandiera) | C     | Álvaro Barreal      |  |
| 32 | Argentina (bandiera) | C     | Luca Orellano       |  |
| 34 | Argentina (bandiera) | D     | Francisco Ortega    |  |

## Rosa 2022-2023
| N. |                      | Ruolo | Calciatore        |
| -- | -------------------- | ----- | ----------------- |
| 3  | Argentina (bandiera) | D     | Brian Cufré       |
| 4  | Argentina (bandiera) | D     | Joaquín Laso      |
| 5  | Argentina (bandiera) | D     | Fabián Cubero     |
| 6  | Argentina (bandiera) | D     | Santiago Cáseres  |
| 7  | Argentina (bandiera) | C     | Guido Mainero     |
| 8  | Argentina (bandiera) | C     | Gastón Díaz       |
| 9  | Argentina (bandiera) | A     | Rodrigo Salinas   |
| 10 | Argentina (bandiera) | C     | Agustín Bouzat    |
| 11 | Uruguay (bandiera)   | A     | Jonathan Ramis    |
| 12 | Argentina (bandiera) | P     | Lucas Hoyos       |
| 16 | Argentina (bandiera) | C     | Lucas Robertone   |
| 17 | Argentina (bandiera) | D     | Lautaro Gianetti  |
| 18 | Argentina (bandiera) | C     | Leandro Fernández |
| 21 | Argentina (bandiera) | A     | Nazareno Bazán    |

| N. |                      | Ruolo | Calciatore          |  |
| -- | -------------------- | ----- | ------------------- |  |
| 22 | Ecuador (bandiera)   | P     | Alexander Domínguez |  |
| 23 | Argentina (bandiera) | C     | Thiago Almada       |  |
| 24 | Argentina (bandiera) | D     | Tomás Guidara       |  |
| 25 | Argentina (bandiera) | P     | Matías Borgogno     |  |
| 26 | Argentina (bandiera) | C     | Matías Vargas       |  |
| 27 | Cile (bandiera)      | C     | Pablo Galdames      |  |
| 28 | Argentina (bandiera) | C     | Nicolás Domínguez   |  |
| 29 | Perù (bandiera)      | D     | Luis Abram          |  |
| 30 | Argentina (bandiera) | C     | Gastón Giménez      |  |
| 31 | Argentina (bandiera) | C     | Álvaro Barreal      |  |
| 32 | Argentina (bandiera) | C     | Luca Orellano       |  |
| 33 | Argentina (bandiera) | A     | Lucas Pratto        |  |
| 34 | Argentina (bandiera) | D     | Francisco Ortega    |  |

## Rosa 2021-2022
| N. |                      | Ruolo | Calciatore          |
| -- | -------------------- | ----- | ------------------- |
| 3  | Argentina (bandiera) | D     | Brian Cufré         |
| 4  | Argentina (bandiera) | D     | Joaquín Laso        |
| 5  | Argentina (bandiera) | D     | Fabián Cubero       |
| 7  | Argentina (bandiera) | C     | Guido Mainero       |
| 8  | Argentina (bandiera) | C     | Gastón Díaz         |
| 9  | Argentina (bandiera) | A     | Rodrigo Salinas     |
| 10 | Argentina (bandiera) | C     | Agustín Bouzat      |
| 11 | Uruguay (bandiera)   | A     | Jonathan Ramis      |
| 12 | Argentina (bandiera) | P     | Lucas Hoyos         |
| 16 | Argentina (bandiera) | C     | Lucas Robertone     |
| 17 | Argentina (bandiera) | D     | Lautaro Gianetti    |
| 18 | Argentina (bandiera) | C     | Leandro Fernández   |
| 20 | Argentina (bandiera) | C     | Mauro Pittón        |
| 21 | Argentina (bandiera) | A     | Nazareno Bazán      |
| 22 | Ecuador (bandiera)   | P     | Alexander Domínguez |

| N. |                      | Ruolo | Calciatore          |  |
| -- | -------------------- | ----- | ------------------- |  |
| 23 | Argentina (bandiera) | C     | Thiago Almada       |  |
| 24 | Argentina (bandiera) | C     | Gastón Díaz         |  |
| 25 | Argentina (bandiera) | P     | Matías Borgogno     |  |
| 26 | Argentina (bandiera) | C     | Matías Vargas       |  |
| 27 | Cile (bandiera)      | C     | Pablo Galdames      |  |
| 28 | Argentina (bandiera) | C     | Nicolás Domínguez   |  |
| 29 | Perù (bandiera)      | D     | Luis Abram          |  |
| 30 | Argentina (bandiera) | C     | Gastón Giménez      |  |
| 31 | Argentina (bandiera) | C     | Álvaro Barreal      |  |
| 32 | Argentina (bandiera) | C     | Luca Orellano       |  |
| 33 | Argentina (bandiera) | A     | Lucas Pratto        |  |
| 34 | Argentina (bandiera) | D     | Francisco Ortega    |  |
| 42 | Argentina (bandiera) | C     | Gianluca Prestianni |  |
|    | Argentina (bandiera) | D     | Santiago Cáseres    |  |
|    | Uruguay (bandiera)   | D     | Diego Godín         |  |

## Rosa 2020-2021
| N. |                      | Ruolo | Calciatore          |
| -- | -------------------- | ----- | ------------------- |
| 3  | Argentina (bandiera) | D     | Brian Cufré         |
| 4  | Argentina (bandiera) | D     | Joaquín Laso        |
| 5  | Argentina (bandiera) | D     | Fabián Cubero       |
| 7  | Argentina (bandiera) | C     | Guido Mainero       |
| 8  | Argentina (bandiera) | C     | Gastón Díaz         |
| 9  | Argentina (bandiera) | A     | Rodrigo Salinas     |
| 10 | Argentina (bandiera) | C     | Agustín Bouzat      |
| 11 | Uruguay (bandiera)   | A     | Jonathan Ramis      |
| 12 | Argentina (bandiera) | P     | Lucas Hoyos         |
| 16 | Argentina (bandiera) | C     | Lucas Robertone     |
| 17 | Argentina (bandiera) | D     | Lautaro Gianetti    |
| 18 | Argentina (bandiera) | C     | Leandro Fernández   |
| 20 | Argentina (bandiera) | C     | Mauro Pittón        |
| 21 | Argentina (bandiera) | A     | Nazareno Bazán      |
| 22 | Ecuador (bandiera)   | P     | Alexander Domínguez |

| N. |                      | Ruolo | Calciatore        |  |
| -- | -------------------- | ----- | ----------------- |  |
| 23 | Argentina (bandiera) | C     | Thiago Almada     |  |
| 24 | Argentina (bandiera) | C     | Gastón Díaz       |  |
| 25 | Argentina (bandiera) | P     | Matías Borgogno   |  |
| 26 | Argentina (bandiera) | C     | Matías Vargas     |  |
| 27 | Cile (bandiera)      | C     | Pablo Galdames    |  |
| 28 | Argentina (bandiera) | C     | Nicolás Domínguez |  |
| 29 | Perù (bandiera)      | D     | Luis Abram        |  |
| 30 | Argentina (bandiera) | C     | Gastón Giménez    |  |
| 31 | Argentina (bandiera) | C     | Álvaro Barreal    |  |
| 32 | Argentina (bandiera) | C     | Luca Orellano     |  |
| 33 | Argentina (bandiera) | A     | Lucas Pratto      |  |
| 34 | Argentina (bandiera) | D     | Francisco Ortega  |  |
|    | Argentina (bandiera) | D     | Santiago Cáseres  |  |
|    | Uruguay (bandiera)   | D     | Diego Godín       |  |

## Rosa 2019-2020
| N. |                      | Ruolo | Calciatore          |
| -- | -------------------- | ----- | ------------------- |
| 3  | Argentina (bandiera) | D     | Brian Cufré         |
| 4  | Argentina (bandiera) | D     | Joaquín Laso        |
| 5  | Argentina (bandiera) | D     | Fabián Cubero       |
| 7  | Argentina (bandiera) | C     | Guido Mainero       |
| 8  | Argentina (bandiera) | C     | Gastón Díaz         |
| 9  | Argentina (bandiera) | A     | Rodrigo Salinas     |
| 10 | Argentina (bandiera) | C     | Agustín Bouzat      |
| 11 | Uruguay (bandiera)   | A     | Jonathan Ramis      |
| 12 | Argentina (bandiera) | P     | Lucas Hoyos         |
| 16 | Argentina (bandiera) | C     | Lucas Robertone     |
| 17 | Argentina (bandiera) | D     | Lautaro Gianetti    |
| 18 | Argentina (bandiera) | C     | Leandro Fernández   |
| 20 | Argentina (bandiera) | C     | Mauro Pittón        |
| 21 | Argentina (bandiera) | A     | Nazareno Bazán      |
| 22 | Ecuador (bandiera)   | P     | Alexander Domínguez |

| N. |                      | Ruolo | Calciatore        |  |
| -- | -------------------- | ----- | ----------------- |  |
| 23 | Argentina (bandiera) | C     | Thiago Almada     |  |
| 24 | Argentina (bandiera) | C     | Gastón Díaz       |  |
| 25 | Argentina (bandiera) | P     | Matías Borgogno   |  |
| 26 | Argentina (bandiera) | C     | Matías Vargas     |  |
| 27 | Cile (bandiera)      | C     | Pablo Galdames    |  |
| 28 | Argentina (bandiera) | C     | Nicolás Domínguez |  |
| 29 | Perù (bandiera)      | D     | Luis Abram        |  |
| 30 | Argentina (bandiera) | C     | Gastón Giménez    |  |
| 31 | Argentina (bandiera) | C     | Álvaro Barreal    |  |
| 32 | Argentina (bandiera) | C     | Luca Orellano     |  |
| 33 | Argentina (bandiera) | A     | Lucas Pratto      |  |
| 34 | Argentina (bandiera) | D     | Francisco Ortega  |  |
|    | Argentina (bandiera) | D     | Santiago Cáseres  |  |
|    | Uruguay (bandiera)   | D     | Diego Godín       |  |

## Rosa 2018-2019
| N. |                      | Ruolo | Calciatore          |
| -- | -------------------- | ----- | ------------------- |
| 3  | Argentina (bandiera) | D     | Brian Cufré         |
| 4  | Argentina (bandiera) | D     | Joaquín Laso        |
| 5  | Argentina (bandiera) | D     | Fabián Cubero       |
| 7  | Argentina (bandiera) | C     | Guido Mainero       |
| 8  | Argentina (bandiera) | C     | Gastón Díaz         |
| 9  | Argentina (bandiera) | A     | Rodrigo Salinas     |
| 10 | Argentina (bandiera) | C     | Agustín Bouzat      |
| 11 | Uruguay (bandiera)   | A     | Jonathan Ramis      |
| 12 | Argentina (bandiera) | P     | Lucas Hoyos         |
| 16 | Argentina (bandiera) | C     | Lucas Robertone     |
| 17 | Argentina (bandiera) | D     | Lautaro Gianetti    |
| 18 | Argentina (bandiera) | C     | Leandro Fernández   |
| 20 | Argentina (bandiera) | C     | Mauro Pittón        |
| 21 | Argentina (bandiera) | A     | Nazareno Bazán      |
| 22 | Ecuador (bandiera)   | P     | Alexander Domínguez |

| N. |                      | Ruolo | Calciatore        |  |
| -- | -------------------- | ----- | ----------------- |  |
| 23 | Argentina (bandiera) | C     | Thiago Almada     |  |
| 24 | Argentina (bandiera) | C     | Gastón Díaz       |  |
| 25 | Argentina (bandiera) | P     | Matías Borgogno   |  |
| 26 | Argentina (bandiera) | C     | Matías Vargas     |  |
| 27 | Cile (bandiera)      | C     | Pablo Galdames    |  |
| 28 | Argentina (bandiera) | C     | Nicolás Domínguez |  |
| 29 | Perù (bandiera)      | D     | Luis Abram        |  |
| 30 | Argentina (bandiera) | C     | Gastón Giménez    |  |
| 31 | Argentina (bandiera) | C     | Álvaro Barreal    |  |
| 32 | Argentina (bandiera) | C     | Luca Orellano     |  |
| 33 | Argentina (bandiera) | A     | Lucas Pratto      |  |
| 34 | Argentina (bandiera) | D     | Francisco Ortega  |  |
|    | Argentina (bandiera) | D     | Santiago Cáseres  |  |
|    | Uruguay (bandiera)   | D     | Diego Godín       |  |

## Rosa 2017-2018
| N. |                      | Ruolo | Calciatore        |
| -- | -------------------- | ----- | ----------------- |
| 1  | Argentina (bandiera) | P     | Alan Aguerre      |
| 2  | Argentina (bandiera) | D     | Marco Torsiglieri |
| 3  | Argentina (bandiera) | D     | Brian Cufré       |
| 4  | Argentina (bandiera) | D     | Joaquín Laso      |
| 5  | Argentina (bandiera) | D     | Fabián Cubero     |
| 6  | Argentina (bandiera) | D     | Fausto Grillo     |
| 8  | Argentina (bandiera) | C     | Gastón Díaz       |
| 9  | Argentina (bandiera) | A     | Mauro Zárate      |
| 10 | Argentina (bandiera) | C     | Agustín Bouzat    |
| 11 | Argentina (bandiera) | A     | Rodrigo Salinas   |
| 12 | Argentina (bandiera) | P     | Gonzalo Yordan    |
| 16 | Argentina (bandiera) | D     | Gonzalo Piovi     |
| 17 | Argentina (bandiera) | D     | Lautaro Gianetti  |

| N. |                      | Ruolo | Calciatore          |  |
| -- | -------------------- | ----- | ------------------- |  |
| 19 | Argentina (bandiera) | C     | Ramiro Cáseres      |  |
| 20 | Paraguay (bandiera)  | A     | Luis Amarilla       |  |
| 21 | Argentina (bandiera) | C     | Guido Mainero       |  |
| 22 | Argentina (bandiera) | C     | Nicolás Delgadillo  |  |
| 23 | Argentina (bandiera) | C     | Jesús Méndez        |  |
| 24 | Argentina (bandiera) | D     | Nicolás Tripichio   |  |
| 25 | Argentina (bandiera) | P     | César Rigamonti     |  |
| 26 | Argentina (bandiera) | C     | Matías Vargas       |  |
| 28 | Argentina (bandiera) | C     | Nicolás Domínguez   |  |
| 29 | Perù (bandiera)      | D     | Luis Abram          |  |
| 30 | Argentina (bandiera) | D     | Hernán De La Fuente |  |
| 34 | Argentina (bandiera) | D     | Francisco Ortega    |  |
| 35 | Argentina (bandiera) | C     | Santiago Cáseres    |  |

## Rosa 2016-2017
| N. |                      | Ruolo | Calciatore         |
| -- | -------------------- | ----- | ------------------ |
| 1  | Argentina (bandiera) | P     | Martín Perafán     |
| 2  | Argentina (bandiera) | D     | Hernán Pellerano   |
| 3  | Argentina (bandiera) | D     | Eros Medaglia      |
| 5  | Argentina (bandiera) | D     | Fabián Cubero      |
| 7  | Argentina (bandiera) | A     | Jorge Correa       |
| 9  | Argentina (bandiera) | C     | Leonardo Villalba  |
| 10 | Argentina (bandiera) | A     | Roberto Nanni      |
| 14 | Argentina (bandiera) | D     | Matías Pérez Acuña |
| 15 | Ecuador (bandiera)   | C     | Danny Cabezas      |
| 16 | Argentina (bandiera) | D     | Gonzalo Piovi      |
| 18 | Argentina (bandiera) | C     | Leandro Somoza     |
| 20 | Argentina (bandiera) | C     | Brian Ferreira     |

| N. |                      | Ruolo | Calciatore       |  |
| -- | -------------------- | ----- | ---------------- |  |
| 21 | Paraguay (bandiera)  | C     | Blas Cáceres     |  |
| 22 | Argentina (bandiera) | D     | Leonardo Rolón   |  |
| 23 | Argentina (bandiera) | C     | Leandro Desábato |  |
| 24 | Argentina (bandiera) | A     | Federico Vázquez |  |
| 25 | Argentina (bandiera) | P     | Alan Aguerre     |  |
| 26 | Argentina (bandiera) | A     | Eduardo Pucheta  |  |
| 26 | Argentina (bandiera) | C     | Matías Vargas    |  |
| 27 | Argentina (bandiera) | D     | Lautaro Gianetti |  |
| 28 | Argentina (bandiera) | A     | Ramiro Cáseres   |  |
| 31 | Argentina (bandiera) | C     | Leandro Vera     |  |
| 42 | Argentina (bandiera) | D     | Facundo Cardozo  |  |
|    | Argentina (bandiera) | A     | Maxi Romero      |  |

## Giocatori

### Vincitori di titoli
Campioni del mondo
- José Cuciuffo (Messico 1986)
- Thiago Almada (Campionato mondiale di calcio 2022)

## Presidenti
- 1910-1913: Luis Barredo
- 1913-1914: Plácido Marín
- 1914: Roberto Piano
- 1914-1917: Eduardo Ferro
- 1917-1919: Antonio Marín Moreno
- 1919: Eduardo Ferro
- 1920-1921: Antonio Marín Moreno
- 1921-1923: Esteban Aversano
- 1923-1925: José Amalfitani
- 1925-1932: Enrique D'Elías
- 1932-1935: Nicolás Marín Moreno
- 1936-1937: Juan C. Sustaita
- 1937: Narciso Barrio
- 1938-1939: Nicolás Marín Moreno
- 1937-1938: Inocencio Bienati

- 1940-1941: Roberto L. Orstein
- 1941-1969: José Amalfitani
- 1969: Leonardo Pareja
- 1969-1970: Domingo M. Trimarco
- 1970-1976: José R. Feijóo
- 1976: Domingo M. Trimarco
- 1976-1979: Osvaldo Guerrero
- 1979-1985: Ricardo Petracca
- 1985-1991: Francisco Antonio Pérez
- 1991-1993: Ricardo Petracca
- 1993-1996: Héctor Gaudio
- 1996-1999: Raúl Gámez
- 1999-2002: Carlos E. Mousseaud
- 2002-2005: Raúl Gámez
- 2024-in carica: Berlanga

## Record
Gol
1. Carlos Bianchi (206)
2. Juan José Ferraro (111)
3. Norberto Conde (108)
4. Agustín Cosso (95)
5. Pedro Larraquy (82)
6. Juan Carlos Carone (76)
7. Miguel Ángel Benito (74)
8. Patricio Camps (70)
9. Omar Pedro Roldán (60)
10. Omar Wehbe (56)
11. José Oscar Flores (45)

Presenze
1. Fabián Cubero (512)
2. Pedro Larraquy (455)
3. Ángel Allegri (384)
4. Raúl Cardozo (353)
5. Carlos Bianchi (324)
6. Luis Gallo (317)
7. Armando Ovide (310)
8. Juan Bujedo (288)
9. Mario Lucca (281)
10. José Luis Chilavert (270)
11. Christian Bassedas (267)

Capocannonieri del campionato
- Salvador Carreras: 1920
- Agustín Cosso: 1935
- Norberto Conde: 1954
- Juan Carlos Carone: 1965
- Omar Wehbe: Nacional 1968
- Carlos Bianchi: Nacional 1970, Metropolitano 1971, Nacional 1981
- Jorge Comas: Nacional 1985
- Esteban González: Campeonato 90-91
- José Oscar Flores: Torneo Clausura 1995
- Rolando Zárate: Torneo Clausura 2004
- Mauro Zárate: Torneo Apertura 2006
- Santiago Silva:Torneo Apertura 2010
- Facundo Ferreyra: Torneo Inicial 2012
- Mauro Zárate: Torneo Final 2014
- Lucas Pratto: Campeonato 2014

## Altri sport
Il Vélez ha due formazioni di pallavolo, sia quella maschile che quella femminile, nella prima divisione argentina. Inoltre compete nella pallacanestro, nell'hockey su prato e in altre discipline.